# Abdi İpekçi Arena
Abdi Ipekçi Arena, cunoscută anterior sub numele Complexul Sportiv Abdi Ipekçi, este o arenă închisă având multiple utilizări, situată în districtul Zeytinburnu din Istanbul, Turcia, aflat chiar în afara vechilor ziduri ale orașului în Yedikule. A fost proiectată în 1979 și a fost deschisă în 1986, după ce construirea sa a fost întreruptă de mai multe ori. Este numită după renumitul jurnalist turc jurnalist Abdi Ipekçi.

## Facilități
Arena are o capacitate de 12.270 de locuri. Aceasta găzduiește evenimente sportive naționale și internaționale de baschet, volei, lupte și haltere sau concerte și congrese. Arena include o tabelă de marcaj cu mai multe ecrane, șase sisteme de numărare on-line, patru vestiare, două camere cu acces la internet, o sală de presă, două birouri cu multiple scopuri, birouri, camere VIP, etc. Parcarea are o capacitate de 1.500 de autoturisme.

## Evenimente
Echipele profesioniste de baschet masculin și feminin ale clubului Galatasaray joacă meciurile de acasă din liga națională pe acest teren din sezonul 2009-2010 în Abdi Ipekçi Arena. Alte evenimente notabile care au avut loc în această arena sunt:
- 1992 Cupa Campionilor Europeni Final Four[1]
- 1995 Cupa Europeană finala[2]
- 1996 FIBA EuroStars [3]
- 1997 Girl Power! Locuiesc in Istanbul
- 2001 Depeche Mode concert Exciter Tour
- 2001 Campionatul European de Baschet faza finală
- 2004 Concursul Eurovision
- 2005 Concertul Phil Collins
- 2007 Concertul Enrique Iglesias
- Campionatul European de înot 2009
- Campionatul European de Volei masculin 2009
- Campionatul Mondial FIBA 2010
- Campionatul European de Judo 2011
- 2011 WWE SmackDown (noiembrie 2011)
- Final Eight Euroliga Feminină 2011-2012
- Campionatul Mondial Feminin FIBA 2014